# 通濟文峰塔
通濟文峰塔位於四川省德陽市中江縣，文物遺址年代判定為清。2012年7月16日公佈為第八批四川省文物保護單位。
通濟文峰塔位於四川省德陽市中江縣通濟鎮石桩村，始建於清康熙年間，坐東向西，占地面積27平方公尺，為六面體磚石結構九級樓閣式塔，通高約25公尺，塔分為九層，每層為2.7公尺；大條石砌築基礎，石砌須彌座式基座，基座上起塔身，第一級塔身西面開石質方形門洞，各級塔身轉角處磚砌圓形角柱，各層塔簷用磚疊澀起翹，盝頂、塔頂及塔身灰塑花草、雲龍紋浮雕裝飾並施彩繪。該塔形制獨特，裝飾華美，系清代當地士紳集資修建的一座文峰塔，對於研究當地歷史以及古塔建築均具有較高的價值。